# Communauté rurale de Kamb
La communauté rurale de Kamb est une communauté rurale du Sénégal située au nord-ouest du pays. 
Elle fait partie de l'arrondissement de Yang Yang, du département de Linguère et de la région de Louga.
Son chef-lieu est Kamb.